# Hans-Werner Linke
Hans-Werner Linke (* 29. April 1942) ist ein ehemaliger Fußballspieler aus der DDR.

## Sportlicher Werdegang
Hans-Werner Linke absolvierte 1960 ein Spiel für den in der höchsten Spielklasse der DDR spielberechtigten SC Empor Rostock. Jedoch lief er nie in der DDR-Oberliga für die Hanseaten auf. Empor-Trainer Walter Fritzsch setzte ihn kurz vor seinem 18. Geburtstag in der 2. Hauptrunde des nationalen Pokalwettbewerbs, dem FDGB-Pokal 1960, in der Begegnung gegen die BSG Lok Halberstadt ein. An jenem 24. April 1960 war Linke Bestandteil der Empor-Mannschaft, bestehend aus unter anderem Jürgen Heinsch, Kurt Zapf und Arthur Bialas, und gewann die Partie vor 2100 Zuschauer mit 2:0. Die Rostocker drangen im weiteren Verlauf des Wettbewerbes bis ins Finale vor und verloren das Endspiel gegen den SC Motor Jena unglücklich 2:3.